# Удобное (Амурская область)
Удо́бное — село в Благовещенском районе Амурской области, Россия. Входит в состав Грибского сельсовета.

## География
Село Удобное стоит в 15 км от левого берега реки Амур.
Дорога к селу Удобное идёт от Благовещенска через сёла Владимировка, Волково и Грибское, расстояние — 24 км.
Расстояние до административного центра Грибского сельсовета села Грибское — 8 км (на северо-запад).
От села Удобное на запад идёт дорога к селу Передовое.

## Население
| 2002 | 2010 | 2012 | 2013 | 2014 | 2015 | 2016 |
| ---- | ---- | ---- | ---- | ---- | ---- | ---- |
| 93   | ↗125 | ↗130 | ↘128 | ↗134 | ↗136 | ↘127 |
| 2017 | 2018 |      |      |      |      |      |
| ↘123 | ↘121 |      |      |      |      |      |

## Улицы
| - ул. Конечная, - пер. Полевой, - ул. Садовая, - ул. Свободная, | - ул. Северная, - ул. Школьная, - ул. Юбилейная. |

## Экономика
- Сельскохозяйственные предприятия Благовещенского района.